# Testaroli
Testaroli, por vezes chamado de testarolo, é um tipo de massa fina e esponjosa ou pão da culinária italiana, preparado em folhas circulares com água, farinha de trigo e sal, posteriormente cortado em formas de losango ou retângulo. É um prato típico da região de Lunigiana e do território histórico da Itália, sendo uma massa de origem antiga proveniente dos etruscos. O testaroli é descrito como "a massa mais antiga registrada". Também é um prato nativo das regiões sul de Ligúria e norte de Toscana, na Itália.
O testaroli é preparado a partir de uma massa líquida (polme), que é cozida em uma superfície plana quente e pode ser consumido após esse processo. Tradicionalmente, é cozido em um testo, uma superfície de cozimento plana de terracota ou ferro fundido, de onde deriva seu nome. Em alguns casos, é cozido adicionalmente em água fervente antes de ser servido. O testaroli é por vezes considerado um tipo de pão e, em outras ocasiões, comparado a um crepe. Pode ser servido com molho pesto ou outros ingredientes, como azeite de oliva, queijo pecorino, parmesão e alho. O prato falsi testaroli al ragù é semelhante, preparado com massa fatiada e molho ragu.

## Etimologia
O nome testaroli deriva do testo, um dispositivo de cozimento de terracota ou ferro fundido com uma superfície plana quente, usado tradicionalmente para preparar o testaroli.

## História
O testaroli é uma massa antiga originária dos etruscos, uma das civilizações da Itália antiga. O livro Rustico: Regional Italian Country Cooking afirma que o testaroli é um "descendente direto dos mingaus da era Neolítica, que eram derramados sobre pedras quentes para cozinhar". É um prato nativo das regiões sul de Ligúria e norte de Toscana. Segundo um artigo publicado pelo The Wall Street Journal, é "a massa mais antiga registrada".
Na província de Massa-Carrara, localizada na região da Toscana, o testaroli era um alimento camponês consumido como prato único, coberto com queijo ralado e azeite de oliva. Em Massa-Carrara, às vezes era acompanhado por queijo stracchino [en] ou itens da charcuteria. O testaroli continua sendo um prato muito popular em Pontremoli, uma pequena cidade na província de Massa-Carrara, onde é servido em praticamente todos os restaurantes, tanto de manhã quanto à noite. O testaroli também é um prato comum e especialidade na região de Lunigiana, um território histórico entre Ligúria e Toscana.

## Características

### Ingredientes e preparo

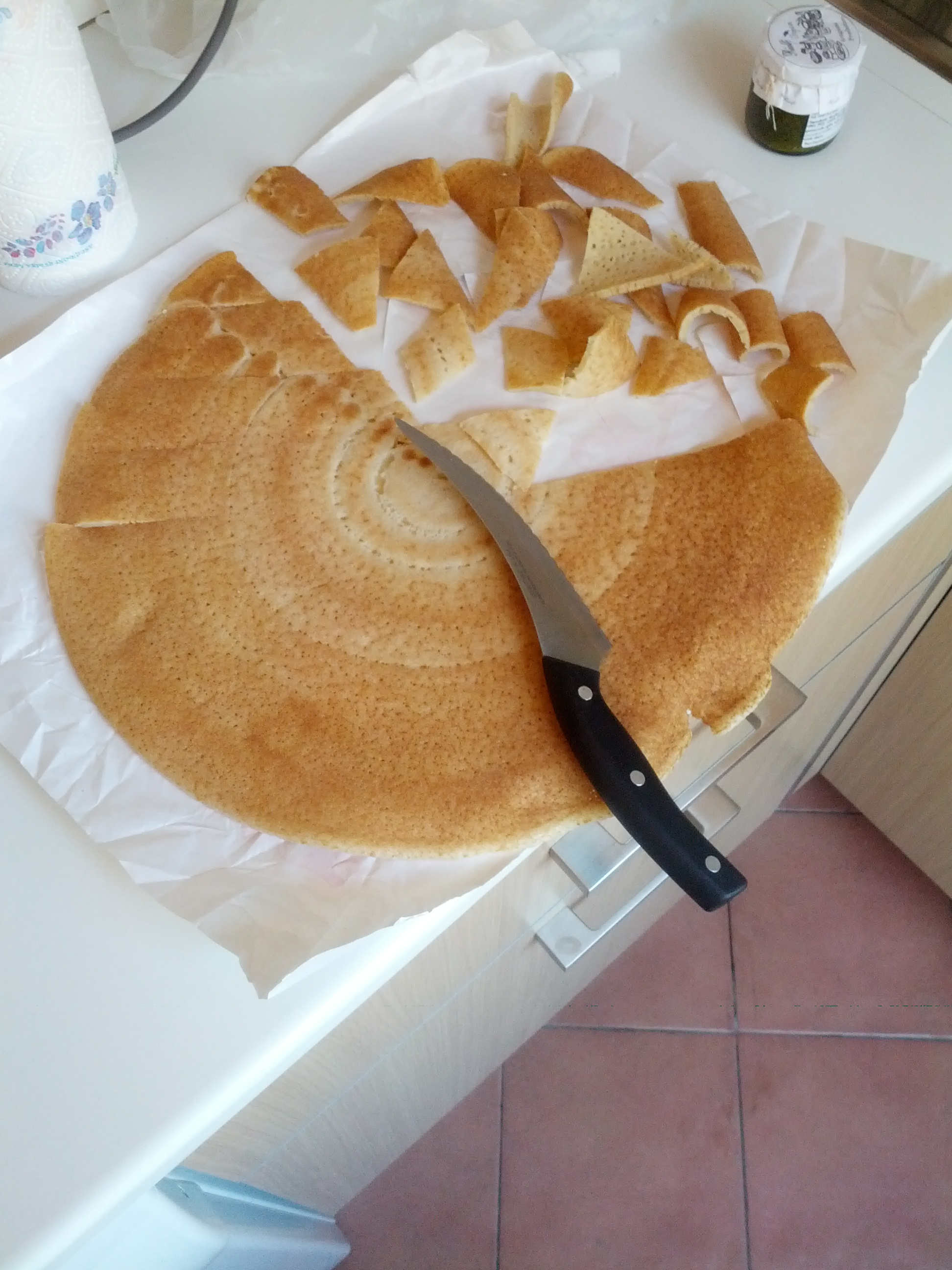
Testaroli sendo cortado

O testaroli é um tipo de massa semelhante a uma panqueca, preparado com água, farinha de trigo e sal, cortado em formas triangulares. Em alguns casos, utiliza-se farinha de castanha no preparo. Os ingredientes são misturados para formar uma massa líquida (polme), que é cozida, por vezes em um processo de duas etapas. Na primeira etapa, comum e às vezes única, a massa é derramada e cozida em uma superfície plana quente, ao estilo de uma panqueca ou crepe. Nesse processo, o testaroli é tradicionalmente cozido em um testo, que pode ser aquecido sobre brasas. Uma frigideira também pode ser usada para cozinhar a massa. A massa é então fatiada em triângulos e, em alguns casos, servida diretamente após esse processo. Na segunda etapa, quando realizada, a massa pode ser reservada para esfriar e depois cozida novamente em água fervente.
O testaroli é por vezes considerado um tipo de pão semelhante à focaccia, e também pode ser comparado a um crepe. O livro The Italian Country Table descreve o testaroli como um "primo próximo da massa" e como um "pão redondo semelhante a uma panqueca, com no máximo meio centímetro de espessura". O mesmo livro destaca que, quando assado até ficar crocante, pode ser consumido como pão, enquanto, com menos cozimento, apresenta uma textura esponjosa e macia, semelhante a uma massa. Os métodos de preparo variam em diferentes regiões da Itália, e alguns desses métodos são tradicionais.

### Serviço
O testaroli é frequentemente servido com molho pesto, uma adição comum nas regiões de Ligúria e Toscana. Outra forma de tempero inclui azeite de oliva, pecorino, parmesão, alho e manjericão. O testaroli pode absorver quantidades significativas de molho.

## Falsi testaroli al ragù
Um prato muito semelhante é o falsi testaroli al ragù, preparado com massa fatiada, sem o uso de uma massa líquida ou cozimento em um testo. É servido com ragu, um molho italiano à base de carne.